# ちゃやまちアプローズ

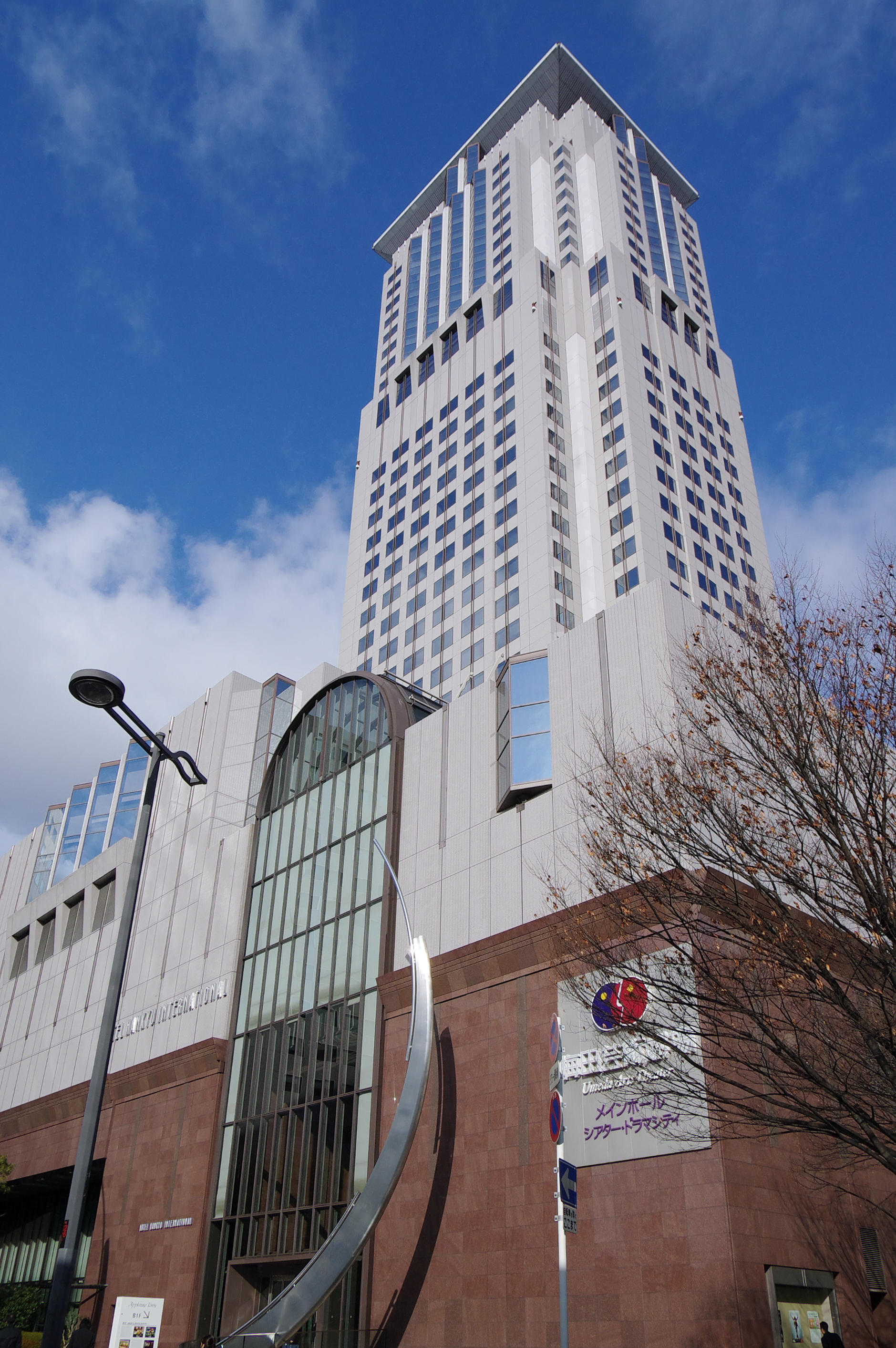
西側エントランス

ちゃやまちアプローズは、大阪府大阪市北区茶屋町（梅田地区）にある超高層ビル「アプローズタワー」内の複合商業施設群の総称。ビルの正式名称は阪急茶屋町ビルディング（はんきゅうちゃやまちビルディング）である。

## 概要
アプローズタワーは、いわゆる阪急村（茶屋町の他に角田町・小松原町・芝田辺りを指す）と呼ばれる地域に、小林公平の主導により「小林商法」の一環として建設された劇場・高級ホテルを併設した再開発ビルである。
阪急電鉄の創業者である小林一三は、ターミナル駅に百貨店などの集客施設を造ることによって鉄道の乗客を増やすという商法を編み出した。

### 構成施設
- 屋上　ヘリポート
- 26 - 34階：ホテル阪急インターナショナルの客室
- 25階：レストランとラウンジ
- 9 - 23階：オフィス・フロア
  - 関西学院大学（10、14階）、高砂熱学工業など
- B2 - 7階：梅田芸術劇場、ホテル・フロント、レストラン、宴会場

## アクセス
- 大阪梅田駅 (阪急)茶屋町口から徒歩3分
- 大阪駅（JR西日本）から徒歩10分
- 中津駅 (Osaka Metro)から徒歩3分
- 阪神バス 「北野」バス停すぐ
- 阪急バス 「ちゃやまち」バス停から徒歩1分